# Darien (Georgia)
Darien è una città degli Stati Uniti d'America, situata in Georgia, nella Contea di McIntosh, della quale è il capoluogo.